# Penny and the Pownall Case
Penny and the Pownall Case è un film del 1948 diretto da Slim Hand.

## Trama
Il fumettista Jonathan Blair che aspira a diventare un detective dilettante, nasconde messaggi segreti nei suoi fumetti, aiutando Scotland Yard a catturare una banda criminale che aiuta i criminali di guerra nazisti a fuggire dall'Europa.